# Покорична ткива
Покорична ткива су сложена трајна биљна ткива јер су изграђена од различитих врста ћелија и у непосредном су контакту са спољашњом средином. 
Имају улогу да:
- заштите унутрашњост органа од неповољних утицаја спољашње средине и
- омогуће размену материја тих органа и средине.

У зависности од ког творног ткива настају, разликују се две врсте површинског ткива:
- примарно, коме припада:
  - епидермис и
- секундарно у које спадају:
  - плута и
  - мртва кора.

## Епидермис
Епидермис чине живе ћелије које су припијене једна уз другу тако да између њих нема интерцелулара. Целулозни зидови ових ћелија су задебљали само према спољашњој средини и покривени су кутикулом, длакама и другим творевинама ради што боље заштите. Кутикула је масна материја скоро непропустљива за воду и гасове. Због тога се у епидермису образују стоме преко којих улази угљен-диоксид и испарава сувишна вода. 
Стоме су изграђене од две ћелије затварачице, неравномерно задебљалих зидова и отвора између њих. Отварање односно затварање стоминог отвора ћелија сама регулише. Уз ћелије затварачице налазе се ћелије помоћнице.

## Секундарна покорична ткива
Стабло и корен, за разлику од листа, као вишегодишњи органи сем растења у дужину још и секундарно дебљају. Нежно ткиво епидермиса не може да прати то дебљање органа, већ би под дејством новонастале масе попуцало. Да биљни органи не би остали без заштите, одмах се ствара секундарно покорично ткиво плута и мртва кора.
Плуту образује фелоген плуте (назива се још и плутин камбијум). 
Ћелије плуте су:
- чврсто међусобно спојене,
- мртве и
- испуњене ваздухом.

Плута је непропустна за воду и гасове па се због тога образују отвори за проветравање – лентицеле. Лентицеле имају облик бразде или квржице. 
Када се плута образује у дубљим слојевима стабла, онда сва ткива која леже испред плуте (ка периферији стабла) пре или касније угину јер плута не дозвољава довод хранљивих материја. Комплекс мртвих ткива и плуте чини мртву кору.